# Subterfugio amarillo
Subterfugio amarillo, titulado Yellow Subterfuge en su versión original, es el séptimo episodio de la vigesimoquinta temporada de la serie animada Los Simpson, y el 537 de la misma. Fue escrito por Joel H. Cohen y dirigido por Bob Anderson, y se emitió en Estados Unidos el 8 de diciembre de 2013 por FOX. La estrella invitada fue Kevin Michael Richardson. En este episodio, Bart se venga de Skinner por  no dejarlo asistir a un viaje en submarino, mientras Lisa ayuda a Krusty a resolver sus problemas económicos.

## Sinopsis
El director Skinner anuncia que la escuela va a ir en un viaje de campo en un submarino, sin embargo ya que el espacio es limitado, sólo los estudiantes con buen comportamiento llegarán a viajar en él. Si un estudiante rompe una regla, Skinner tachará su nombre en una lista. Bart decide comportarse de manera más adecuada para entrar en el submarino. Pero Skinner lo elimina de todos modos ya que Bart entra en la escuela con barro en sus zapatos.  
Al ver lo triste que está su hijo, Homer planea una venganza junto a Bart contra Skinner. Al despertar, Seymour descubre que su madre ha sido apuñalada. Él esconde su cuerpo en una alfombra, unos segundos antes de que lleguen Bart y Homer a su casa. Ellos descubren el cadáver de Agnes y Skinner les explica que la había encontrado así por la mañana. . Homer se compromete a limpiar todo el desorden y envía a Seymour arriba. Agnes se despierta, revelando que ella está en realidad viva y es también parte de la treta de Bart y Homer. Ellos le dicen al director que los policías están en camino para arrestarlo, por lo que Bart le da una identificación falsa como "Dick Fiddler" y lo envía en un autobús a Ciudad Juárez. 
Al regresar a casa, Bart y Homer se encuentran con Seymour. Él les dice que no puede escapar de sus actos y admite que probablemente es el asesino, aunque así se siente más tranquilo ya que su madre siempre lo había maltratado. En ese momento, Marge aparece y le muestra viva a Agnes, la cual le dice que escuchó todo lo que dijo de ella y decide ser más mala que lo que era antes.
Mientras tanto, Lisa se entera de que Krusty el payaso ha ido a la quiebra. Para ganar más dinero, Lisa sugiere que Krusty venda los derechos de su show a comediantes extranjeros. Estas versiones extranjeras  de "Krusty el Payaso" están teniendo grandes audiencias en todo el mundo. Sin embargo, pronto los "Krusties" extranjeros van ganando mucha más atención que el programa original. Así que, en lugar de elevar los beneficios de éstos, Krusty se aparece como invitado en todas las versiones de su programa. Esto solo provoca la ira de los comediantes extranjeros, que persiguen a Krusty.